# マニハ食品
マニハ食品株式会社（マニハしょくひん、Maniha Foods Co., Ltd.）は醤油漬・惣菜類など業務用調理食品の製造会社。群馬県前橋市に本社があり、全国に6つの支店・営業所がある。

## 概要
主な商品は山菜を使用した「谷川」をはじめ、「味付ザーサイ」、「中華サラダ」、レトルト食品の「おでん」、「肉じゃが」などがある。
近年では群馬県衛生環境研究所、三洋電機と共同研究を行い、オゾンと炭素繊維電極を利用した世界初の水浄化装置を開発している。